# Eunice Groark
Eunice Groark, född 1 februari 1938 i Hartford i Connecticut, död 8 maj 2018 i Bloomfield i Connecticut, var en amerikansk politiker som var viceguvernör i Connecticut.

## Tidig politisk karriär
Groark var från början medlem av Republikanerna och som sådan ledamot av Hartfords stadsfullmäktige fram till 1987. Mellan 1987 och 1990 var hon näringslivsrådgivare för staden Hartford.

## Viceguvernör
Groark kandiderade till viceguvernör 1990 tillsammans med guvernörskandidaten Lowell Weicker. De var båda medlemmar i det lokala partiet A Connecticut Party, som Weicker hade startat samma år. Weicker och Groark vann med 41 procent av rösterna. Groark var den första kvinna som valts till viceguvernör i Connecticut.
År 1991 föreslog guvernör Weicker en kontroversiell plan för att balansera delstatens budget, detta genom att införa en inkomstskatt. När röstetalen i Connecticuts senat var lika, 18-18, fällde Groark, som senatens talman, den avgörande rösten för förslaget. Groark fällde också avgörandet till förmån för ett förbud mot vissa vapen som Weicker hade föreslagit.

## Guvernörsval
Weicker kandiderade inte till omval 1994, utan stödde Groark när hon kandiderade för A Connecticut Party. Hon kandiderade mot den republikanske tidigare ledamoten av USA:s representanthus John G. Rowland och den demokratiske statstjänstemannen Bill Curry. Den konservative radiopersonligheten Tom Scott kandiderade också, som oberoende kandidat.
Groark valde socialstyrelsechefen Audrey Rowe som viceguvernörskandidat, den enda afroamerikanska viceguvernörskandidaten i Connecticuts historia. Groark och Rowe var också de enda kandidater till posterna som båda två varit kvinnor.
Trots att hennes rivaler hade mycket större valbudgetar, vann Groark nära 20 procent av rösterna och kom trea av fem kandidater. Rowland vann och Curry kom tvåa.
Groark fick inte tillräckligt med röster för att hennes parti skulle ha kvar sin status som stort parti. A Connecticut Party förlorade därmed sitt inflytande över politiken i Connecticut.